# Jasmine Hassell
Jasmine Hassell (Lebanon, 9 aprile 1991) è un'ex cestista statunitense, professionista nella WNBA.

## Carriera
È stata selezionata dalle Indiana Fever al secondo giro del Draft WNBA 2013 (21ª scelta assoluta).